# 冯韧
冯韧（1955年10月—）男，汉族，河北定州人。

## 经历
1982年2月参加工作，1982年1月加入中国共产党。大连工学院（今大连理工大学）电子系电子技术专业毕业，大连理工大学管理学院管理科学与工程专业在职研究生学历。历任共青团辽宁省大连市委副书记，大连开发区党工委副书记、甘井子区委副书记，市文化局局长、市政府副秘书长、市信息委主任、市信息产业局局长，市委副秘书长、办公厅主任、市委秘书长等职。2003年3月，任辽宁省人民政府秘书长。2013年3月至2014年12月，任辽宁省民政厅厅长。